# Rie Miyazawa

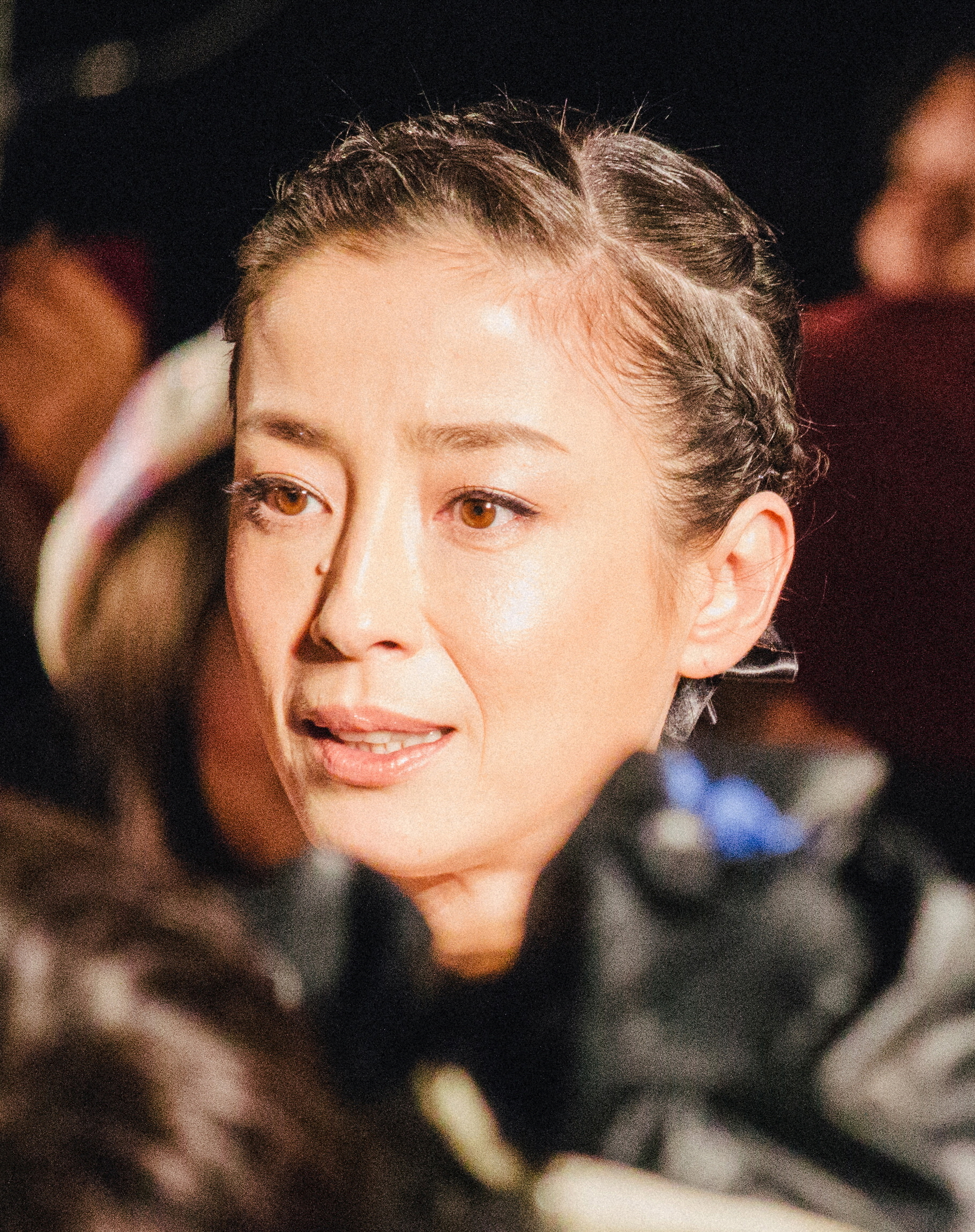
Rie Miyazawa auf dem Tokyo International Film Festival (2014)

Rie Miyazawa (jap. 宮沢 りえ, Miyazawa Rie; * 6. April 1973 in Nerima) ist eine japanische Schauspielerin. Sie gilt als eine der profiliertesten Schauspielerinnen ihres Landes und wurde mit sechs Japanese Academy Awards und drei Kinema-Junpo-Preisen ausgezeichnet.

## Leben und Wirken
Ihre Mutter ist Japanerin, ihr Vater Niederländer. Miyazawa war in den Jahren des Wirtschaftsbooms in den 1980er- und frühen 1990er-Jahren ein bekanntes Gesicht im japanischen Fernsehen. Besonders Auftritte im Werbefernsehen (u. a. mit Arnold Schwarzenegger) machten sie zu einem Kinderstar, während im Hintergrund ihre Mutter als Managerin die Fäden zog und der Öffentlichkeit als Rie-mama bekannt war. Mit 18 Jahren verdiente Miyazawa jährlich nur mit Sponsoringverträgen über 400 Mio. Yen (ca. 2,9 Mio. Euro).
Als 15-Jährige wurde Miyazawa zum ersten Mal für einen Kinofilm engagiert. Für ihren Auftritt in Bokura no Nanokakan Sensō (ぼくらの７日間戦争, Unser Sieben-Tage-Krieg) wurde sie als Beste Nachwuchsdarstellerin mit einem Japanese Academy Award geehrt. Weitere Filme folgten. Im November 1991 erschien unter dem Titel Santa Fe ein Fotoband mit Aktaufnahmen, der zwar als Konsequenz hatte, dass ein Vertrag mit dem Fernsehsender NHK nicht zustande kam, sich aber alleine in den ersten drei Monaten über 1,5 Mio. Mal verkaufte.
Im gleichen Jahr gab Miyazawa ihre Verlobung mit dem Sumōringer Takanohana Kōji bekannt. Die Verbindung wurde jedoch 1993 wieder gelöst.
In den nächsten Jahren hatte Miyazawa zunehmend private Probleme. Die Beziehung zu ihrer Mutter verschlechterte sich, und 1994 hatte sie nach offizieller Darstellung einen Unfall, Stimmen in den Medien sprachen indes von einem Selbstmordversuch. Auch von einer Essstörung war die Rede. Tatsächlich begab sich Miyazawa 1996 zur Behandlung einer Anorexia nervosa in Behandlung.
Im Mai 1996 begann ihr Comeback mit kleineren Rollen und Arbeiten für das Fernsehen. Miyazawa begann um die Jahrtausendwende, sich als ernsthafte Schauspielerin zu etablieren. Mit dem vielfach preisgekrönten Film Samurai in der Dämmerung von Yōji Yamada, der auch für den Oscar als Bester fremdsprachiger Film nominiert war, gelang ihr der Durchbruch. 2014 spielte sie eine Rolle im Film Kikis kleiner Lieferservice.